# Бельві (провінція Нуоро)
Бельві (італ. Belvì, сард. Brevìe) — муніципалітет в Італії, у регіоні Сардинія,  провінція Нуоро.
Бельві розташоване на відстані близько 350 км на південний захід від Рима, 85 км на північ від Кальярі, 45 км на південь від Нуоро.
Населення — 643 особи (2014).
Щорічний фестиваль відбувається 28 серпня. Покровитель — Аврелій Августин.

## Демографія
Населення за роками:

Станом на 1 січня 2023 року в муніципалітеті офіційно проживало 7 іноземців з 3 країн, серед них 2 громадяни країн Євросоюзу.

## Сусідні муніципалітети
- Аритцо
- Атцара
- Дезуло
- Меана-Сардо
- Соргоно
- Тонара